# سوزان غاردينر
سوزان غاردينر هي لاعبة كرة الماء كندية، ولدت في 13 أبريل 1980.

## وصلات خارجية
- سوزان غاردينر على موقع الاتحاد الدولي للسباحة (الإنجليزية)
- سوزان غاردينر على موقع اللجنة الأولمبية الدولية (الإنجليزية)
- سوزان غاردينر على موقع أوليمبيديا (الإنجليزية)
- سوزان غاردينر على موقع اللجنة الأولمبية الكندية (الإنجليزية)